# الحمائرة (فرع العدين)

تعديل مصدري - تعديل

الحمائرة محلة تابعة لقرية قياص، التابعة لعزلة العاقبة بمديرية فرع العدين إحدى مديريات محافظة إب في الجمهورية اليمنية، بلغ تعداد سكانها 125 حسب تعداد اليمن لعام 2004.